# Walenty Habandt
Walenty Habandt (ur. 24 stycznia 1898 w Reszkach, zm. 23 marca 1940 w Stutthof (KL)) – działacz Związku Polaków w Niemczech, działacz polityczny i oświatowy na Mazurach.

## Życiorys
W czasie plebiscytu był członkiem Straży Ludowej, a później współorganizatorem Związku Polaków w Prusach Wschodnich. Działacz polonijny i młodzieżowy na Mazurach. Oskarżony przez władze nazistowskie o zdradę stanu i po procesie został wydalony w 1933 z terenów Rzeszy. Przeniósł się do Gdyni, gdzie został aresztowany w 1939 roku. Zamordowany w niemieckim obozie koncentracyjnym Stutthof.